# Revival Tour
Revival Tour là tour lưu diễn toàn cầu solo thứ hai của nữ ca sĩ Selena Gomez, hỗ trợ cho album phòng thu solo thứ hai của cô, Revival. Tour được bắt đầu ở Las Vegas, Nevada tại Mandalay Bay vào 6 tháng 5 năm 2016 và dự kiến kết thúc tour diễn vào 28 tháng 12 năm 2016 ở Guadalajara, México nhưng do vấn đề về sức khỏe của Gomez nên tour diễn phải dừng lại ở Auckland, New Zealand vào ngày 13 tháng 8 năm 2016.

## Danh sách bài hát được trình diễn
Danh sách lấy từ màn trình diễn ngày 14 tháng 5 năm 2016 tại Vancouver, British Columbia. Danh sách này không áp dụng cho mọi buổi trình diễn trong khuôn khổ của tour.
1. "Revival"
2. "Same Old Love"
3. "Come & Get It"
4. "Sober"
5. "Good for You"
6. "Survivors"
7. "Slow Down"
8. "Love You like a Love Song"
9. "Hands to Myself"
10. "Who Says"
11. "Transfiguration" (Hillsong Worship cover)
12. "Nobody"
13. "Feel Me"
14. "Me & My Girls"
15. "Me & the Rhythm"
16. "Body Heat"
17. "Sweet Dreams (Are Made of This)" (Eurythmics cover)
18. "Kill Em With Kindness"
19. "I Want You to Know"
20. "Revival" (phối lại)

- Trong buổi trình diễn tại Miami, Gomez đã trình diễn "Transfiguration" và "Nobody" để tưởng niệm Christina Grimmie. Grimmie mất vào ngày 10 tháng 6 năm 2016, do bị bắn tại một buổi trình diễn của cô tại Orlando.[3]
- Trong buổi trình diễn tại New Orleans, Gomez đã trình diễn "Transfiguration" để tưởng niệm nạn nhân của vụ việc 2016 Orlando nightclub shooting.[4]
- Trong buổi trình diễn tại Anaheim, Charlie Puth đến trình diễn cùng Gomez bài "We Don't Talk Anymore".[5]

## Ngày biểu diễn
| Ngày                   | Thành phố        | Quốc gia       | Địa điểm                                  | Phụ diễn                | Số người tham dự          | Doanh thu      |
| Bắc Mỹ – Leg 1         | Bắc Mỹ – Leg 1   | Bắc Mỹ – Leg 1 | Bắc Mỹ – Leg 1                            | Bắc Mỹ – Leg 1          | Bắc Mỹ – Leg 1            | Bắc Mỹ – Leg 1 |
| ---------------------- | ---------------- | -------------- | ----------------------------------------- | ----------------------- | ------------------------- | -------------- |
| 6 tháng 5 năm 2016     | Las Vegas        | Hoa Kỳ         | Mandalay Bay Events Center                | DNCE Bea Miller         | 8,761 / 9,173             | $594,878       |
| 8 tháng 5 năm 2016     | Fresno           | Hoa Kỳ         | Save Mart Center                          | DNCE Bea Miller         | 8,269 / 10,141            | $558,576       |
| 10 tháng 5 năm 2016    | Sacramento       | Hoa Kỳ         | Sleep Train Arena                         | DNCE Bea Miller         | —                         | —              |
| 11 tháng 5 năm 2016    | San Jose         | Hoa Kỳ         | SAP Center                                | DNCE Bea Miller         | —                         | —              |
| 13 tháng 5 năm 2016    | Seattle          | Hoa Kỳ         | KeyArena                                  | DNCE Bea Miller         | —                         | —              |
| 14 tháng 5 năm 2016    | Vancouver        | Canada         | Rogers Arena                              | Bea Miller Tyler Shaw   | —                         | —              |
| 16 tháng 5 năm 2016    | Edmonton         | Canada         | Rexall Place                              | DNCE Bea Miller         | —                         | —              |
| 17 tháng 5 năm 2016    | Calgary          | Canada         | Scotiabank Saddledome                     | DNCE Bea Miller         | —                         | —              |
| 19 tháng 5 năm 2016    | Saskatoon        | Canada         | SaskTel Centre                            | DNCE Bea Miller         | —                         | —              |
| 20 tháng 5 năm 2016    | Winnipeg         | Canada         | MTS Centre                                | Bea Miller Tyler Shaw   | —                         | —              |
| 22 tháng 5 năm 2016    | Ottawa           | Canada         | Canadian Tire Centre                      | Bea Miller Tyler Shaw   | —                         | —              |
| 23 tháng 5 năm 2016    | London           | Canada         | Budweiser Gardens                         | DNCE Bea Miller         | 7,948 / 8,635             | $467,569       |
| 25 tháng 5 năm 2016    | Toronto          | Canada         | Air Canada Centre                         | DNCE Bea Miller         | 13,448 / 13,448           | $821,528       |
| 26 tháng 5 năm 2016    | Montreal         | Canada         | Bell Centre                               | DNCE Bea Miller         | —                         | —              |
| 28 tháng 5 năm 2016    | Boston           | Hoa Kỳ         | TD Garden                                 | DNCE Bea Miller         | —                         | —              |
| 29 tháng 5 năm 2016    | Uncasville       | Hoa Kỳ         | Mohegan Sun Arena                         | DNCE Bea Miller         | 7,139 / 7,139             | $465,290       |
| 1 tháng 6 năm 2016     | Brooklyn         | Hoa Kỳ         | Barclays Center                           | DNCE Bea Miller         | 11,582 / 12,970           | $893,432       |
| 2 tháng 6 năm 2016     | Newark           | Hoa Kỳ         | Trung tâm Prudential                      | DNCE Bea Miller         | —                         | —              |
| 4 tháng 6 năm 2016     | Washington, D.C. | Hoa Kỳ         | Verizon Center                            | DNCE Bea Miller         | 10,021 / 12,822           | $701,939       |
| 5 tháng 6 năm 2016     | Cincinnati       | Hoa Kỳ         | U.S. Bank Arena                           | DNCE Bea Miller         | —                         | —              |
| 7 tháng 6 năm 2016     | Charlotte        | Hoa Kỳ         | Time Warner Cable Arena                   | DNCE Bea Miller         | —                         | —              |
| 9 tháng 6 năm 2016     | Atlanta          | Hoa Kỳ         | Philips Arena                             | DNCE Bea Miller         | 7,850 / 9,106             | $508,645       |
| 10 tháng 6 năm 2016    | Orlando          | Hoa Kỳ         | Amway Center                              | DNCE Bea Miller         | 9,389 / 9,600             | $639,745       |
| 11 tháng 6 năm 2016    | Miami            | Hoa Kỳ         | American Airlines Arena                   | DNCE Bea Miller         | —                         | —              |
| 14 tháng 6 năm 2016    | New Orleans      | Hoa Kỳ         | Smoothie King Center                      | DNCE Bea Miller         | 9,062 / 9,062             | $612,718       |
| 15 tháng 6 năm 2016    | Houston          | Hoa Kỳ         | Trung tâm Toyota                          | DNCE Bea Miller         | —                         | —              |
| 17 tháng 6 năm 2016    | Austin           | Hoa Kỳ         | Frank Erwin Center                        | DNCE Bahari             | 7,707 / 12,293            | $580,609       |
| 18 tháng 6 năm 2016    | Dallas           | Hoa Kỳ         | Trung tâm American Airlines               | DNCE Bahari             | 12.206 / 14.203           | $906.170       |
| 19 tháng 6 năm 2016    | Tulsa            | Hoa Kỳ         | BOK Center                                | DNCE Bahari             | 7,487 / 8,000             | $528,235       |
| 21 tháng 6 năm 2016    | Nashville        | Hoa Kỳ         | Bridgestone Arena                         | DNCE Bahari             | 9,507 / 15,763            | $510,266       |
| 22 tháng 6 năm 2016    | Louisville       | Hoa Kỳ         | KFC Yum! Center                           | DNCE Bahari             | —                         | —              |
| 24 tháng 6 năm 2016    | Auburn Hills     | Hoa Kỳ         | The Palace of Auburn Hills                | DNCE Bahari             | —                         | —              |
| 25 tháng 6 năm 2016    | Chicago          | Hoa Kỳ         | Trung tâm United                          | DNCE Bahari             | —                         | —              |
| 26 tháng 6 năm 2016    | St. Louis        | Hoa Kỳ         | Scottrade Center                          | DNCE Bahari             | 7,181 / 8,000             | $448,623       |
| 28 tháng 6 năm 2016    | St. Paul         | Hoa Kỳ         | Xcel Energy Center                        | DNCE Bahari             | —                         | —              |
| 29 tháng 6 năm 2016    | Milwaukee        | Hoa Kỳ         | Marcus Amphitheater                       | DNCE Bahari             | —                         | —              |
| 1 tháng 7 năm 2016     | Kansas City      | Hoa Kỳ         | Sprint Center                             | DNCE Bahari             | —                         | —              |
| 2 tháng 7 năm 2016     | Denver           | Hoa Kỳ         | Pepsi Center                              | DNCE Bahari             | —                         | —              |
| 5 tháng 7 năm 2016     | Phoenix          | Hoa Kỳ         | Talking Stick Resort Arena                | DNCE Bahari             | 8,977 / 11,452            | $522,030       |
| 6 tháng 7 năm 2016     | San Diego        | Hoa Kỳ         | Valley View Casino Center                 | DNCE Bahari             | —                         | —              |
| 8 tháng 7 năm 2016     | Los Angeles      | Hoa Kỳ         | Trung tâm Staples                         | DNCE Bahari             | 13,942 / 13,942           | $978,804       |
| 9 tháng 7 năm 2016     | Anaheim          | Hoa Kỳ         | Honda Center                              | Bea Miller Charlie Puth | 10,176 / 11,435           | $769,533       |
| 11 tháng 7 năm 2016    | Quebec City      | Canada         | Plains of Abraham                         | —                       | —                         | —              |
| Asia – Leg 2           |                  |                |                                           |                         |                           |                |
| 23 tháng 7 năm 2016    | Jakarta          | Indonesia      | Trung tâm hội nghị và triển lãm Indonesia | —                       | —                         | —              |
| 25 tháng 7 năm 2016    | Shah Alam        | Malaysia       | Sân vận động Malawati                     | —                       | —                         | —              |
| 27 tháng 7 năm 2016    | Singapore        | Singapore      | Sân vận động trong nhà Singapore          | Gentle Bones            | —                         | —              |
| 29 tháng 7 năm 2016    | Bangkok          | Thái Lan       | IMPACT Arena                              | Jai Waetford            | —                         | —              |
| 31 tháng 7 năm 2016    | Manila           | Philippines    | Mall of Asia Arena                        | Darren Espanto          | —                         | —              |
| 2 tháng 8 năm 2016     | Tokyo            | Nhật Bản       | Tokyo International Forum                 | DNCE                    | —                         | —              |
| 3 tháng 8 năm 2016     | Tokyo            | Nhật Bản       | Tokyo International Forum                 | DNCE                    | —                         | —              |
| Châu Đại Dương – Leg 3 |                  |                |                                           |                         |                           |                |
| 6 tháng 8 năm 2016     | Melbourne        | Úc             | Margaret Court Arena                      | DNCE                    | 10,285 / 10,822           | $709,848       |
| 7 tháng 8 năm 2016     | Melbourne        | Úc             | Margaret Court Arena                      | DNCE                    | 10,285 / 10,822           | $709,848       |
| 9 tháng 8 năm 2016     | Sydney           | Úc             | Qudos Bank Arena                          | DNCE                    | 9,493 / 9,493             | $643,068       |
| 11 tháng 8 năm 2016    | Brisbane         | Úc             | Brisbane Entertainment Centre             | DNCE                    | 5,026 / 5,026             | $371,792       |
| 13 tháng 8 năm 2016    | Auckland         | New Zealand    | Vector Arena                              | DNCE                    | —                         | —              |
| Total                  | Total            | Total          | Total                                     | Total                   | 187,187 / 222,535 (84.1%) | $13,233,298    |

|}

## Các buổi trình diễn bị hủy
| Ngày                 | Thành phố        | Quốc gia                             | Địa điểm                   | Lý do hủy                 |
| -------------------- | ---------------- | ------------------------------------ | -------------------------- | ------------------------- |
| 6 tháng 8 năm 2016   | Quảng Châu       | Trung Quốc                           | Guangzhou Sports Arena     | Không rõ                  |
| 8 tháng 8 năm 2016   | Thượng Hải       | Trung Quốc                           | Mercedes-Benz Arena        | Không rõ                  |
| 3 tháng 9 năm 2016   | Paradise         | Canada                               | Paradise Park Amphitheater | Áp lực vì căn bệnh ban đỏ |
| 4 tháng 9 năm 2016   | Moncton          | Canada                               | Moncton Stadium            | Áp lực vì căn bệnh ban đỏ |
| 24 tháng 9 năm 2016  | New York City    | United States                        | Central Park               | Áp lực vì căn bệnh ban đỏ |
| 10 tháng 10 năm 2016 | Helsinki         | Phần Lan                             | Hartwall Arena             | Áp lực vì căn bệnh ban đỏ |
| 12 tháng 10 năm 2016 | Stockholm        | Thụy Điển                            | Ericsson Globe             | Áp lực vì căn bệnh ban đỏ |
| 13 tháng 10 năm 2016 | Oslo             | Na Uy                                | Oslo Spektrum              | Áp lực vì căn bệnh ban đỏ |
| 15 tháng 10 năm 2016 | Copenhagen       | Đan Mạch                             | Forum Copenhagen           | Áp lực vì căn bệnh ban đỏ |
| 17 tháng 10 năm 2016 | Cologne          | Đức                                  | Lanxess Arena              | Áp lực vì căn bệnh ban đỏ |
| 18 tháng 10 năm 2016 | Amsterdam        | Hà Lan                               | Ziggo Dome                 | Áp lực vì căn bệnh ban đỏ |
| 19 tháng 10 năm 2016 | Paris            | Pháp                                 | AccorHotels Arena          | Áp lực vì căn bệnh ban đỏ |
| 22 tháng 10 năm 2016 | Esch-sur-Alzette | Luxembourg                           | Rockhal                    | Áp lực vì căn bệnh ban đỏ |
| 24 tháng 10 năm 2016 | Prague           | Cộng hòa Séc                         | O2 Arena Prague            | Áp lực vì căn bệnh ban đỏ |
| 26 tháng 10 năm 2016 | Milan            | Italy                                | Mediolanum Forum           | Áp lực vì căn bệnh ban đỏ |
| 28 tháng 10 năm 2016 | Munich           | Germany                              | Olympiahalle               | Áp lực vì căn bệnh ban đỏ |
| 29 tháng 10 năm 2016 | Zürich           | Thụy Sĩ                              | Hallenstadion              | Áp lực vì căn bệnh ban đỏ |
| 31 tháng 10 năm 2016 | Frankfurt        | Germany                              | Festhalle                  | Áp lực vì căn bệnh ban đỏ |
| 1 tháng 11 năm 2016  | Antwerp          | Bỉ                                   | Sportpaleis                | Áp lực vì căn bệnh ban đỏ |
| 3 tháng 11 năm 2016  | Manchester       | Anh                                  | Manchester Arena           | Áp lực vì căn bệnh ban đỏ |
| 4 tháng 11 năm 2016  | London           | Anh                                  | The O2 Arena               | Áp lực vì căn bệnh ban đỏ |
| 6 tháng 11 năm 2016  | Birmingham       | Anh                                  | Genting Arena              | Áp lực vì căn bệnh ban đỏ |
| 8 tháng 11 năm 2016  | Dublin           | Republic of Ireland                  | 3Arena                     | Áp lực vì căn bệnh ban đỏ |
| 10 tháng 11 năm 2016 | Glasgow          | Scotland                             | The SSE Hydro              | Áp lực vì căn bệnh ban đỏ |
| 14 tháng 11 năm 2016 | Madrid           | Tây Ban Nha                          | Barclaycard Center         | Áp lực vì căn bệnh ban đỏ |
| 16 tháng 11 năm 2016 | Lisbon           | Bồ Đào Nha                           | MEO Arena                  | Áp lực vì căn bệnh ban đỏ |
| 18 tháng 11 năm 2016 | Dubai            | Các Tiểu Vương quốc Ả Rập Thống nhất | Autism Rocks Arena         | Áp lực vì căn bệnh ban đỏ |
| 1 tháng 12 năm 2016  | Santiago         | Chile                                | Movistar Arena             | Áp lực vì căn bệnh ban đỏ |
| 3 tháng 12 năm 2016  | Buenos Aires     | Argentina                            | Indoor Stadium             | Áp lực vì căn bệnh ban đỏ |
| 6 tháng 12 năm 2016  | Curitiba         | Brazil                               | Expo Unimed                | Áp lực vì căn bệnh ban đỏ |
| 8 tháng 12 năm 2016  | Brasília         | Brazil                               | Net Live                   | Áp lực vì căn bệnh ban đỏ |
| 10 tháng 12 năm 2016 | São Paulo        | Brazil                               | Allianz Parque             | Áp lực vì căn bệnh ban đỏ |
| 11 tháng 12 năm 2016 | Rio de Janeiro   | Brazil                               | HSBC Arena                 | Áp lực vì căn bệnh ban đỏ |
| 14 tháng 12 năm 2016 | Thành phố México | México                               | Mexico City Arena          | Áp lực vì căn bệnh ban đỏ |
| 16 tháng 12 năm 2016 | Monterrey        | México                               | Monterrey Arena            | Áp lực vì căn bệnh ban đỏ |
| 18 tháng 12 năm 2016 | Guadalajara      | México                               | Telmex Auditorium          | Áp lực vì căn bệnh ban đỏ |